# رغل ملحي
رغل ملحي أو قطف بحري أو ملوح (الاسم العلمي: Atriplex halimus) هي نوع نباتي يتبع جنس الرغل من الفصيلة القطيفية. 	.
أسماء محلية: القطف (في الجزائر).
ينمو بصورة طبيعية في المناطق الجافة ذات التربة الملحية أو القلوية، وتتم زراعته كعلف في المراعي الطبيعية. يشكل الغذاء الرئيسي لفأر الرمل السمين.